# Rebecca Michéle
Rebecca Michéle, eigentlich Ursula Schreiber (* 11. Juni 1963 in Rottweil), ist eine deutsche Schriftstellerin.

## Leben
Ursula Schreiber wurde in Rottweil, Baden-Württemberg, geboren. Nach ihrer Mittleren Reife erlernte sie den Beruf der Arzthelferin und arbeitete bis Ende des Jahres 1999 bei einer Krankenkasse. Nachdem sie zuvor zwei Romane veröffentlichte, kündigte sie den Job und ist seit dem Jahr 2000 als freiberufliche Autorin tätig. Für ihren ersten Roman Das Erbe der Lady Marian brauchte sie vier Jahre Schreibarbeit, da sie nur sporadisch neben ihrer beruflichen Tätigkeit schrieb. Sie verschickte das Manuskript an verschiedene Verlage und erhielt vom Eugen-Salzer Verlag, Heilbronn, eine Zusage. Der Salzer Verlag drängte sie sich ein Pseudonym zu suchen, und so änderte sie ihren Vornamen in Rebecca, während Michéle ihr damaliger Nachname war. Rebecca, inszeniert von Alfred Hitchcock nach einem Roman von Daphne du Maurier, diente als Vorlage, da sie diesen Namen seit ihrer Kindheit liebte.
Bei ihrer Heirat im Jahr 2001 nahm sie im privaten Bereich den Namen Schreiber an, der Name Rebecca Michéle ist jedoch in all ihren Ausweispapieren ebenfalls eingetragen.
Seit 2006 veröffentlicht Michéle auch unter dem Pseudonym Ricarda Martin, seit Herbst 2012 auch unter Mia Richter.
Ihre Geschichten spielen oft in England, besonders Cornwall, und auch in Schottland. Darunter sind Romane wie Die Treue des Highlanders, Die Tote von Higher Barton und Der Tod schreibt mit. Ihr im Jahr 2012 erschienener Roman Abschüssig ist ein Lokalkrimi, der in ihrer Geburtsstadt Rottweil spielt.

## Werke (Auswahl)
- Das Ebenbild der Königin. 1998.
- Das Geheimnis von Longwell House.  2001.
- Kapriolen des Schicksals. 2002.
- Der Schatz in den Highlands. 2004.
- Königin für neun Tage. 2005.
- Die Treue des Highlanders. 2006.
- Im Tal der Lügen. 2008.
- Tochter der Schuld, Droemer-Knaur, 2009, ISBN 978-3-426-63974-0.
- Geliebter Freibeuter. Knauer, 2010, ISBN 978-3-426-50506-9.
- Insel der verlorenen Liebe. Knauer, 2010, ISBN 978-3-426-50707-0.
- Die Tote von Higher Barton: ein Cornwall-Krimi. Goldfinch, 2011, ISBN 978-3-940258-14-4.
- Der Tod schreibt mit: ein Cornwall-Krimi. Goldfinch, 2012, ISBN 978-3-940258-19-9.
- Abschüssig. Ein Baden-Württemberg-Krimi. Silberburg-Verlag, 2012, ISBN 978-3-8425-1214-6.
- Das Lied der Lüge. Droemer-Knaur-Verlag, 2012, ISBN 978-3-426-50814-5.
- Entlarvt. Ein Baden-Württemberg-Krimi. Silberburg-Verlag, 2013, ISBN 978-3-8425-1280-1.
- Schatten über Allerby: ein Cornwall-Krimi. Goldfinch, 2013, ISBN 978-3-940258-23-6.
- Mord vor Drehschluss: Ein Cornwall-Krimi. Goldfinch, 2015, ISBN 978-3-940258-46-5.
- Gestorben wird früher: Ein Cornwall-Krimi. Goldfinch, 2016, ISBN 978-3-940258-63-2.
- Auf Eis gelegt: Ein Cornwall-Krimi. Goldfinch 2017, ISBN 978-3-940258-77-9
- Der Weg der verlorenen Träume. edition oberkassel 2018, ISBN 978-3958131347
- Lebensgefährlich schön: Ein Cornwall-Krimi. Goldfinch 2018, ISBN 978-3-940258-88-5
- Miss Emily und der tote Diener von Higher Barton. Dryas Verlag. Frankfurt am Main 2023, ISBN 978-3-98672-033-9.

Celeste-Serie
- Das Erbe der Lady Marian. 1996.
- Rückkehr nach Cornwall. 2005.